# Thọ Quang, Duy Phường

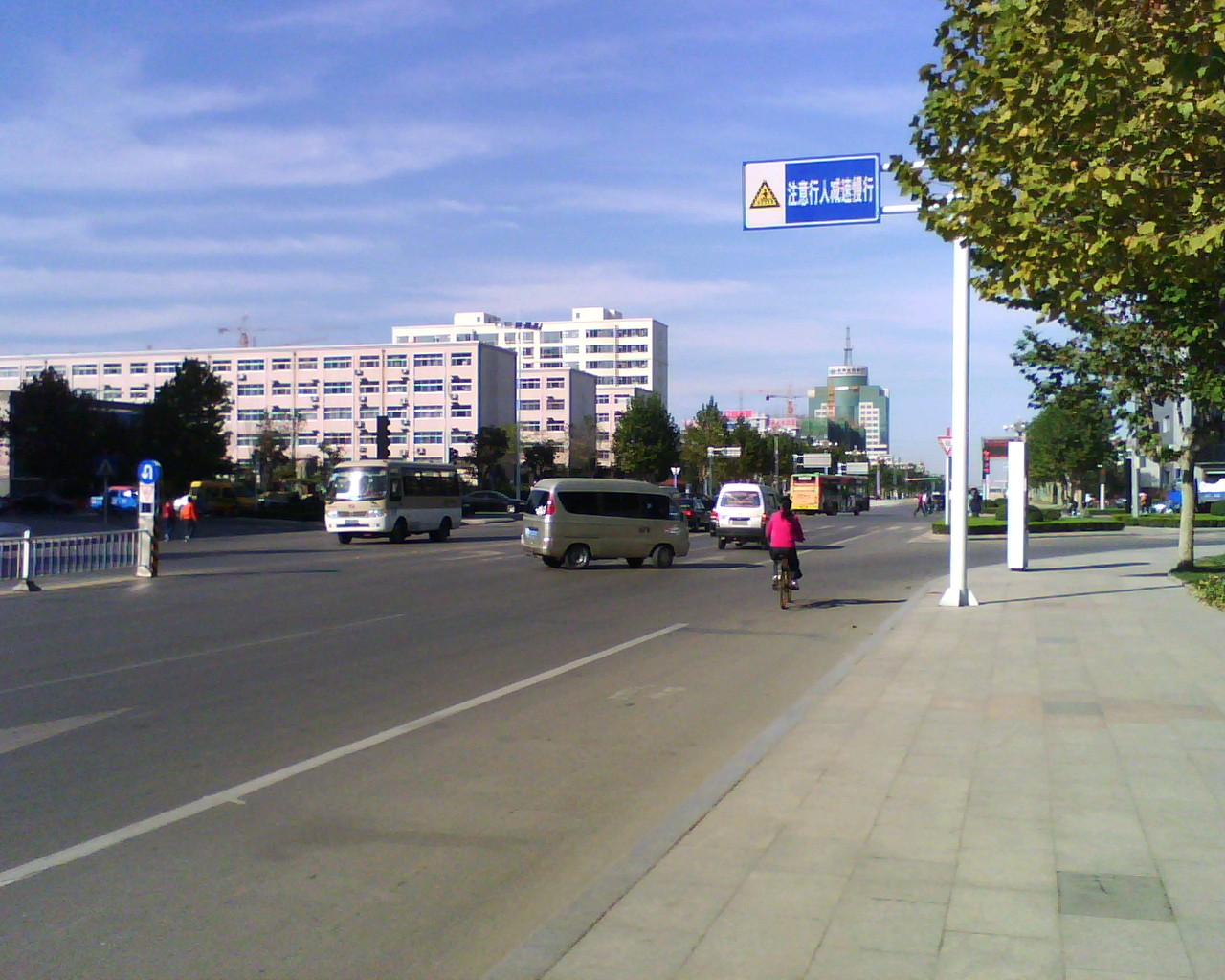
Thành phố Thọ Quang

Thọ Quang (tiếng Trung giản thể: 寿光市, bính âm: Shòuguāng Shì, Hán Việt: Thọ Quang thị) là một thành phố cấp huyện của địa cấp thị Duy Phường, tỉnh Sơn Đông, Trung Quốc. Thành phố này có diện tích 2200 km², dân số năm 2018 là 1.103.110 người. Mã số bưu chính của thành phố là 262700, mã vùng điện thoại 0536. Tính đến năm 2012, Thọ Quang được chia thành 5 nhai đạo, 9 trấn.
- Nhai đạo:
  - Thánh Thành
  - Tôn Gia Tập
  - Văn Gia
  - Lạc Thành
  - Cổ Thành
- Trấn:
  - Hầu
  - Doanh Lí
  - Điền Liễu
  - Đài Đầu
  - Thượng Khẩu
  - Đạo Điền
  - Dương Khẩu
  - Kỉ Đài
  - Hóa Long